# Papilio phorbanta
Papilio phorbanta är en fjärilsart som beskrevs av Carl von Linné 1771. Papilio phorbanta ingår i släktet Papilio och familjen riddarfjärilar. IUCN kategoriserar arten globalt som sårbar. Inga underarter finns listade i Catalogue of Life.